# Берггайм (Австрія)
Берггайм —  містечко та громада в австрійській землі Зальцбург. Містечко належить округу Зальцбург-Умгебунг.
Берггайм на мапі округу та землі.